# عبد المنعم الصاوي
عبد المنعم الصاوي  من مواليد فبراير 1918م في دمنهور بمحافظة البحيرة بمصر.

## حياته
كاتب صحفي تولى العديد من المناصب القياديه واختير دورتين متتاليتين نقيباً للصحفيين المصريين. وقد كان رئيسا لتحرير صحيفة الجمهورية القومية، كما أسس أول وكالة أنباء عربية وسمّيت وكالة أنباء مصر، وأسّس أيضا اتحاد الصحفيين الأفارقة وتولّى رئاسته حتى توفاه الله.
عين وزيرا لوزارتيّ الثقافة والإعلام في عام 1977م. كما عمل رئيسا لمؤسسة المسرح والموسيقى، ورئيسا لمركز مطبوعات اليونسكو. تم انتخابه كعضو في مجلس الشعب عن دائرة الأزبكية والظاهر، ثم وكيلاً للمجلس عن نفس الدورة، كما نال وسام الفنون والآداب من الحكومة الفرنسية.

## مؤلفاته
ألّف عددا من الروايات، منها:
- شراع أبيض.
- خماسية الساقية:
  - الضحية.
  - الرحيل.
  - النصيب.
  - التوبة.
  - دبوچین مصباح الفكر.
  - الحساب (ولم يكمله حتى توفاه الله)

هل يكملها ابنه مثل الفيلسوف لمحمد السباعي

## وفاته
ظل يناضل من اجل القضايا العربية وفي مقدمتها قضية فلسطين التي القى آخر خطبه دفاعً عنها في بغداد يوم السابع من ديسمبر عام 1984 حين توفاه الله.